# Анопов, Иван Алексеевич
Иван Алексеевич Анопов (1846—1907) — педагог; директор ремесленного училища цесаревича Николая, организатор профессионального образования в России.

## Биография
Образование получил в Санкт-Петербургском практическом технологическом институте, где в 1866 году окончил полный курс наук со званием технолога 1-го разряда и в том же году поступил на службу в Санкт-Петербургскую орудийную мастерскую, по вольному найму, в должности помощника механика. В 1869 году получил в этой мастерской должность механика. В следующем году, с 17 августа был определён учителем технических предметов в Лодзинское высшее ремесленное училище. В 1873 году назначен механиком Петроковской губернии, а в 1876 году, после получения за предоставленную диссертацию степени инженера-технолога — инспектором Лодзинского высшего ремесленного училища (дополнительно ему было поручено преподавание в училище учения о машинах). В том же году он был назначен цензором газеты Lodzer Zeitung. В 1881 году за труды и полезную деятельность в должности делопроизводителя Лодзинского местного комитета общества Красного Креста, которую он занимал с 27 июня 1877 года по 16 октября 1880, общим собранием членов комитета единогласно был избран почётным членом комитета.
В Лодзи им была основана фабрика для выделки узорчатых тканей на жакардовых станках.
В 1880 году был назначен директором ремесленного училища цесаревича Николая и начальником департамента технических и профессиональных училищ Министерства финансов. В 1883 году избран почётным членом и членом совета дома призрения, во внимание к особенно полезной и отлично усердной деятельности по должности директора ремесленного училища Цесаревича Николая.
В 1884 году назначен членом особого отделения Учёного комитета Министерства народного просвещения по техническому и профессиональному образованию; в 1893 году он стал председателем этого отделения и, одновременно, возглавил особое отделение для заведования промышленными училищами.
С 26 февраля 1886 года — в чине действительного статского советника. В этом же году был избран на должность товарища председателя постоянной комиссии по техническому образованию при Императорском русском техническом обществе. В 1887 году избран почётным членом попечительного совета Елабужского ремесленного училища.  В этом же году командирован в Харьковский, Казанский и Кавказский учебные округа для ближайшего ознакомления с вопросом об открытии промышленных училищ в этих округах.
В 1892 году он был назначен членом Совета министра народного просвещения, с увольнением от должности директора училища цесаревича Николая.
С 1900 года — заведующий учебным отделом Министерства финансов. Он стал инициатором пересмотра Положения о коммерческих училищах (1894) — коммерческие училища стали с 1900 года общеобразовательными учебными заведениями, дающими не только углублённую подготовку по естественно-математическому профилю, а также начальные коммерческие знания. При участии И. А. Анопова были реформированы торговые школы, которые получили статус низших профессиональных училищ для подготовки продавцов, кассиров и др. По его инициативе было принято новое «Положение о художественно-промышленном образовании» (1902), в котором были пересмотрены организационная структура и содержание обучения в сторону усиления технической, прикладной подготовки.
Умер  18 января 1907 года в Санкт-Петербурге.

## Труды
В труде «Опыт систематического обозрения материалов к изучению современного состояния среднего и низшего технического и ремесленного образования в России» (1889) И. А. Анопов систематизировал сеть профессиональных учебных заведений и дал анализ состояния профессионально-технического образования. В отчётах  Лодзинского ремесленного училища он обосновал необходимость общего образования как базы профессионального, обобщив опыт работы этого учебного заведения, дававшего как общее среднее, так и среднее специальное образование. В работе «По вопросу о средней общеобразовательной школе с применением её к запросам и нуждам современной жизни некоторых местностей России» (1891) он предложил новый тип среднего учебного заведения, которое на основе сближения общеобразовательной и профессиональной подготовки готовило бы к продолжению образования и к практической деятельности.
- Опыт систематического обозрения материалов к изучению современного состояния среднего и низшего технического и ремесленного образования в России / [Соч.] И.А. Анопова, дир. Ремесл. уч-ща цесаревича Николая в С.-Петербурге... — СПб.: тип. М-ва пут. сообщ. (А. Бенке), 1889. — [2], IV, IV, 556 с.: табл.
- По вопросу об открытии промышленных училищ: Отчет о командировке в 1890 г. — СПб.: тип. В. С. Балашева, 1891. — 71 с.
- Современное состояние технического и профессионального образования в России: Речь, произнес. управляющим Отд. пром. уч-щ М-ва нар. прос. И. А. Аноповым 28 дек. 1895 г., в день торжеств. открытия в Москве Второго съезда рус. деятелей по техн. и проф. образованию. — СПб.: тип. В.С. Балашева и К°, 1895. — 12 с.
- По вопросу о средней общеобразовательной школе, с применением её к вопросам и нуждам современной жизни некоторых местностей России: (Отчет о командировке Управляющего Отд. пром. уч-щ М-ва нар. прос. т. с. Анопова) / М-во нар. прос. Отд. пром. уч-щ. — СПб.: типо-лит. Шредера, 1900. — [2], 58 с., 1 л. план.: табл.

## Награды
Был награждён орденами:
- Св. Станислава 1-й ст. (1889)
- Св. Владимира 3-й ст.
- Св. Анны 2-й ст.